# Ynys Meicel
Ynys Meicel är en ö i Storbritannien.   Den ligger i kommunen Pembrokeshire och riksdelen Wales, i den sydvästra delen av landet, 300 km väster om huvudstaden London.